# Antónimo
Los antónimos (del prefijo griego ἀντί- [anti-] ‘contrario’, ‘opuesto’ y el sufijo -ώνυμος [-ōnymos] ‘nombre’ > ἀντώνυμος [antōnymos]) son palabras que tienen significados opuestos, inversos o contrarios entre sí. Deben pertenecer (al igual que los sinónimos) a la misma categoría gramatical. Por ejemplo, antónimos de alegría son: tristeza, depresión, melancolía...; antónimos de grande son pequeño o chico.
Existen tres clases de antónimos:
- Graduales: Las dos palabras se oponen de forma gradual; hay otras palabras que significan lo mismo con diferente grado. Ejemplos: blanco y negro (hay gris), frío y caliente (hay templado, gélido, helado, tibio...).
- Complementarios: El significado de una elimina el de la otra, incompatibles entre sí. Es decir, la afirmación de uno implica la negación del otro. Por ejemplo: Si algo es legal, no puede ser ilegal.
- Recíprocos: Designan una relación desde el punto de vista opuesto, no se puede dar uno sin el otro. Ejemplo: comprar y vender (para que alguien venda una cosa otro tiene que comprarla; si uno no compra, el otro no vende, pero no se puede comprar algo si no lo vende alguien).

Existen diccionarios especializados en antónimos.

## Ejemplos de antónimos en español
| - Amor - Odio - Claro - Oscuro - Bonito - Feo - Apagar - encender - Activo - Inactivo - Grande - Pequeño - Alto - Bajo - Feliz - Triste | - Abierto - Cerrado - Divertido - Aburrido - Rico - Pobre - Valiente - Cobarde - Duro - Blando - Bueno - Malo - Fácil - Difícil - Verdad - Mentira - Eliminar - Añadir | - Salir - Entrar - Higiénico - Insalubre - Amigo - Enemigo - Justicia - Injusticia - Largo - Corto - Dentro - Afuera - Cierto - Falso - Día - Noche - Comprar - vender - Frío - caliente - Si - No - Oscuro - Claro |

En español en muchos casos es posible formar antónimos por medio de un prefijo:
| - activo - inactivo - perfecto - imperfecto - legal - ilegal - racional - irracional - agradable - desagradable - normal - anormal - higiénico - antihigiénico - indicado - contraindicado - Educado - maleducado |